# 側用人
側用人是江戶幕府與轄下諸藩所設置的官職，正式名稱為「御側御用人」。

## 江戶幕府的御側御用人
江戶初期，初代將軍德川家康由秋元泰朝和松平正綱等近侍擔任「御近習出頭役」，作為布達將軍命令的職務，為側用人之始。負責輔佐將軍，擔任將軍與老中之間的傳話人，第五代將軍德川綱吉時期，廢除家老合議制，改為將軍專制，由原館林藩家老牧野成貞於天和元年就任並改名稱為「御側御用人」，此役職後從側眾近習改為譜代大名擔任。柳澤吉保為譜代大名第一位擔任此職務的，綱吉給予老中上座、大老格的家格，在江戶城內有獨立的部屋，此後側用人便成為將軍親信的最高職位。第八代將軍德川吉宗時期，改用原紀州藩的隨從心腹加納久通、有馬氏倫擔任，廢除了側用人名稱，改為設置御側御用取次，降為老中格以下職務。後於第九代將軍德川家重時期，於寶曆6年，再度啟用時任若年寄的大岡忠光為側用人，恢復側用人名稱，同時亦保留御側御用取次的職務，此後側用人變成為老中格役職，不再是幕府最高職務。即使如此，側用人作為與幕府將軍最親近的親信，其權力有時仍有機會凌駕於老中之上。

## 分藩的側用人
地方大名亦設置有側用人，簡稱為「御側」，相對家老合議藩政，「御側」則管理大名的家政，並擔任嫡子的秘書，不過亦有些御側曾擔任奏者(取次)的工作。

## 歷代幕府的側用人
- 牧野成貞〔1680年（延宝8年）－1695年（元禄8年）〕
- 松平忠周〔1685年（貞享2年）－1690年（元禄3年）〕
- 喜多見重政〔1686年（貞享3年）－1689年（元禄2年）〕
- 太田資直〔1686年（貞享3年）－？〕
- 宮原重清〔1688年（貞享5年）－1688年（元禄元年）〕
- 牧野忠貴〔1688年（元禄元年）－？〕
- 南部直政〔1688年（元禄元年）－1689年（元禄2年）〕
- 柳澤吉保〔1688年（元禄元年）－1709年（宝永6年）〕
- 金森賴時〔1689年（元禄2年）－？〕
- 相馬昌胤〔1689年（元禄2年）－1690年（元禄3年）〕
- 畠山基玄〔1689年（元禄2年）－1691年（元禄4年）〕
- 酒井忠真〔1693年（元禄6年）－？〕
- 松平輝貞〔1694年（元禄7年）－1709年（宝永6年）〕
- 松平信庸〔1696年（元禄9年）－1697年（元禄10年）〕
- 戶田忠時〔1704年（宝永元年）－1706年（宝永3年）〕
- 間部詮房〔1706年（宝永3年）－1716年（正德6年）〕
- 松平忠周〔1705年（宝永2年）－1709年（宝永6年）〕
- 本多忠良〔1710年（宝永7年）－1716年（正德6年）〕
- 石川總茂〔1725年（享保10年）－1733年（享保18年）〕
- 大岡忠光〔1756年（寶曆6年）－1760年（寶曆10年）〕
- 板倉勝清〔1760年（寶曆10年）－1767年（明和4年）〕
- 田沼意次〔1767年（明和4年）－？〕
- 水野忠友〔1777年（安永6年）－1780年（天明元年）〕
- 松平信明〔1788年（天明8年）－？〕
- 本多忠籌〔1788年（天明8年）－1790年（寛政2年）〕
- 戶田氏教〔1790年（寛政2年）－？〕
- 水野忠成〔1812年（文化9年）－1818年（文化14年）〕
- 田沼意正〔1825年（文政8年）－1834年（天保5年）〕
- 堀親寚〔1841年（天保12年）－1843年（天保14年）〕